# Pastwiska, Warmińsko-Mazurskie
Pastwiska [pastˈfʲiska] (tiếng Đức: Milchbude)  là một khu định cư ở quận hành chính của Gmina Barciany, thuộc huyện Kętrzyński, Warmińsko-Mazurskie, ở miền bắc Ba Lan, gần biên giới với Kaliningrad của Nga. Nó nằm khoảng 3 kilômét (2 mi)   phía đông Barciany, 15 km (9 mi) phía bắc Kętrzyn và 76 km (47 mi) về phía đông bắc của thủ đô khu vực Olsztyn.
Trước năm 1945, khu vực này là một phần của Đức (Đông Phổ).